# Дера (язык)
Дера (также канакуру; англ. kanakuru; самоназвание: bo dera) — чадский язык, распространённый в восточных районах Нигерии. Входит в группу боле-тангале западночадской языковой ветви.
Численность говорящих — около 20 000 человек (1973). Письменность основана на латинском алфавите.

## О названии
Самоназвание языка дера — bo dera, самоназвание народа дера — na dera (в единственном числе), dera (во множественном числе). Наряду с названием «дера» также известен лингвоним «канакуру», распространённый в языках соседних народов. Фразу «доброе утро» (на языке дера — kanakuru) представители соседних этнических групп ошибочно интерпретировали как название народа дера и его языка.

## Классификация
В соответствии с классификацией чадских языков, предложенной американским лингвистом П. Ньюманом, язык дера (канакуру) вместе с языками беле, боле (боланчи), дено (куби), галамбу, гера, герума, карекаре, кирфи, купто, квами, маха, нгамо, перо, пийя (вуркум) и тангале входит в группу боле западночадской языковой ветви (в других классификациях, включая классификацию, опубликованную в лингвистическом энциклопедическом словаре в статье В. Я. Порхомовского «Чадские языки», данная группа упоминается под названием боле-тангле, или боле-тангале). Согласно исследованиям П. Ньюмана, в пределах группы боле (или A.2) язык канакуру включается в подгруппу тангале, в которой противопоставляется кластеру языков собственно тангале. Сама же группа боле входит в подветвь западночадских языков A. Эта классификация приведена, в частности, в справочнике языков мира Ethnologue. Язык дера включается в группу боле-тангале подветви собственно западночадских языков также и в классификации, опубликованной в работе С. А. Бурлак и С. А. Старостина «Сравнительно-историческое языкознание». Как самостоятельный язык в данной классификации отмечен идиом шеллен, обычно рассматриваемый как один из диалектов языка дера.
В базе данных по языкам мира Glottolog даётся более подробная классификация языков подгруппы тангале. В ней язык дера противопоставлен объединению языков собственно тангале, включающему языки куши и перо, а также кластеры пийя-квончи и тангале-квами-купто. Язык дера и языки собственно тангале образуют подгруппу тангале, которая вместе с подгруппой боле объединяется в группу западночадских языков A A.2.
В классификациях афразийских языков чешского лингвиста В. Блажека и британского лингвиста Р. Бленча предлагаются иные варианты состава языков подгруппы тангале и иная точка зрения на место этой подгруппы в рамках западночадской ветви языков.
Так, в классификации В. Блажека язык дера отнесён к подгруппе языков боле-тангале, в которой представлены два языковых объединения: в первое вместе с дера входят языки перо и тангале, во второе — боле, нгамо, маха, гера, кирфи, галамбу, карекаре, герума, дено, куби и беле. Подгруппа боле-тангале вместе с ангасской подгруппой в данной классификации являются частью боле-ангасской группы, входящей в свою очередь в одну из двух подветвей западночадской языковой ветви.
В классификации же Р. Бленча язык дера противопоставлен языковому кластеру, включающему языки кваами, перо, пийя-квончи (пийя), кхолок, ньям, куши (годжи), кутто и тангале, вместе с которым входит в объединение «b» (южные боле) подгруппы боле группы боле-нгас подветви западночадских языков A.

## Лингвогеография

### Ареал и численность
Область распространения языка дера размещена в восточной Нигерии на территории штатов Борно (в районе Биу), Адамава (в районе Гуйюк) и Гомбе (в районе Калтунго).
Ареал дера расположен изолированно не только от остальных языков группы боле-тангале, но и от всех прочих западночадских языков. С севера и юга ареал дера окружён ареалами центральночадских языков: с северо-запада область распространения языка дера граничит с ареалами языков джара и тера, с севера — с ареалом языка бура-пабир, с юга — с ареалом языка бачама. С запада и востока ареал дера окружён ареалами адамава-убангийских языков: с запада — ареалом языка ваджа, с юго-запада — ареалом языка лонгуда, с востока — ареалом языка лала-роба.
Численность носителей языка дера по данным 1973 года, представленным в справочнике Ethnologue, составляла 20 000 человек. По современным оценкам сайта Joshua Project численность носителей этого языка составляет 59 000 человек (2017).

### Социолингвистические сведения
Согласно данным сайта Ethnologue, по степени сохранности дера относится к так называемым развивающимся языкам, поскольку этим языком пользуются в повседневном общении представители этнической общности дера всех поколений, и он имеет помимо этого стандартную форму, для которой ещё не характерны устойчивость и широкое распространение. Носители дера также владеют английским языком, хауса и нигерийским фульфульде. В разных регионах дера также говорят на языках бура-пабир, лала-роба и лонгуда. Языком дера как вторым языком владеют носители адамава-убангийских языков бена, каан и лонгуда, а также носители бантоидного языка группы джарава мбула-бвазза. В большинстве селений дера имеются начальные школы. По вероисповеданию представители этнической общности дера в основном являются христианами, часть дера — мусульмане (15 %), часть придерживаются традиционных верований (14 %).

### Диалекты
Область распространения языка дера делится на три диалектных ареала: шани, шеллен и гаси.

## Письменность
Письменность языка дера основана на латинском алфавите. На языке дера написаны и изданы несколько книг, в том числе переводы фрагментов Библии (первый перевод был сделан в 1937 году). Опубликованы словарь и грамматика.